# ニコニコ大会
『ニコニコ大会』（にこにこたいかい）は、日本で行われた、短編喜劇映画の上映会のこと。

## 歴史
戦前から昭和30年代において、短編喜劇映画の上映会が催されるときは「ニコニコ大会」と称する慣わしであった。常設の映画館や、夏休みなどに各地の学校の校庭や集落の広場で行われた移動映画会において、チャップリンやロイドらの映画がまとめて上映され、当時の子供たちに人気を博していた。
特に正月には「初笑いニコニコ大会」を行う慣わしで、とても面白かったことを、少年時代にこれを見た複数の人々が証言している。後に映画解説者になる淀川長治は、元旦に目が覚めると「初笑いニコニコ大会」のことで頭がいっぱいだったとのこと。
ニコニコ大会においてはディズニーやハンナ・バーベラなど海外の短編アニメが伴映されることも多かった。このスラップスティックコメディの流れが、子供時代にニコニコ大会を見て、昭和30年代にデビューすることになる漫画家たちに影響を与え、草創期の国産アニメの流れにつながるという指摘がある。漫画評論家の米沢嘉博は、『藤子不二雄論』において、ニコニコ大会と藤子不二雄『怪物くん』の関係を論じている。
『ニコニコ大会 追ひつ追はれつ』（松竹、1946年、川島雄三監督、22分）の例に見られるように、ドタバタ喜劇映画が量産された映画草創期のみならず、映画作品が総じて長編化かつ高度化した戦後期においても、ニコニコ大会向けの手ごろな長さの喜劇映画は作られ続けた。